# Mosquito-B
Mosquito-B est un groupe pop-rock créé en 1998 par Daniel L. Moisan et originaire du Québec. Inspirées de la musique des Beatles, de The Cure et de nombreux autres artistes de la new wave, les compositions du groupe offrent une place dominante aux guitares.  Mosquito-B est aujourd’hui produit par le label The Trench.

## Historique
Créé par Daniel L. Moisan, un musicien autodidacte, publicitaire de métier et auteur, Mosquito-B a vu le jour en 1998. En 2001, Dan est rejoint par André Nadeau au clavier. Un premier album en français, Si j’te dis, fais alors sa sortie au Québec : plutôt bien accueillis à la radio, quatre titres sont diffusés sur les ondes franco-canadiennes,. Sur la même lancée sort en 2003 le deuxième album, Le Sparadra. Là encore, la radio québécoise diffuse plusieurs titres, par exemple le morceau éponyme Le Sparadra. Le succès de ce deuxième CD attire l’attention de la chanteuse Elle pour qui Dan écrit la chanson Amour. En 2007, une collaboration avec les producteurs Marc Durand et Fred St-Gelais donne naissance au troisième album Raid, en anglais cette fois-ci. Un des titres de l’album, « Love After All », est remixé par Peakafeller et est intégré à la compilation Summer Session 2008 du DJ Dan Desnoyers. En 2010, Mosquito-B est l’artiste canadien invité au « Lennon at 70s », au Royaume-Uni, les 9 et 10 octobre. La conquête du public anglais est en marche. La même année, le groupe décide de sortir une édition vinyle limitée de l’EP Killing Mars, mixé par Paul Northfield, au Royaume-Uni. L’album du même nom sort l’année suivante. Le titre You’re in, you’re out est repris sur les ondes anglaises. Depuis 2012, le groupe est composé de Dan (basse et chant), Stéphanie Gagnon (guitare) et Jean-Michel Perier (batterie). La sortie d’un nouvel album, Use Less U, est prévue pour 2015.

## Membres
Membre principal du groupe, Dan est chanteur lead, bassiste et multi-instrumentiste. En studio, il enregistre la plupart des instruments lui-même (excepté la batterie, dont il compose cependant les partitions). Depuis les débuts de Mosquito-B, plusieurs musiciens se sont succédé dans le groupe.

### Clavier
- 2001-2002 : André Nadeau
- 2003 : Mathieu Giguère

### Guitare
- 2002-2003, 2007 : José Slobodrian
- 2002-2007 : Jean-François Métivier
- 2003 : Mathieu Giguère
- 2004-2007 : Eric Poisson
- 2007-2010 : Jean François Richard
- 2007-2009 : Gabrielle Begin
- 2011 : Samuel Luissier
- 2012-2015 : Stéphanie Gagnon
- 2023 : François D’Amboise

### Basse électrique
- 2019 : Martin Vachon
- 2020 : Philippe Navarro

### Batterie
- 2002 : Jean-Louis Croteau
- 2002-2007 : Ralph Côté
- 2007-2010 : Dominic Fournier
- 2011 : Jean-David Vien
- 2012-2018 : Jean-Michel Perrier
- 2018-2019 : Alex Rainville
- 2023 : Simon Mercier

### Voix
- 2002 : Dominique Mc Intyre
- 2003 : Claire Vezina  Chantal Blanchet
- 2011-2014 : Julie Crépeault
- 2016-2017 : Monya Mathieu

## Représentations
Le groupe Mosquio-B a fait plusieurs tournées au Québec, aux États-Unis et en Angleterre. Le Royaume-Uni comptabilise à lui seul six tournées.
En 2010, le groupe a été convié au 70e anniversaire de John Lennon, organisé à Londres le 9 octobre, et à Poole, le 10. Mosquito-B était le seul représentant québécois présent. Le groupe a également fait les premières parties de Honeymoon Suite, The Box, The Korgis, Saga, Les parfaits salauds, Stackridge, Sound of contact ou encore ABC.

## Médias

### Radio
Quatre titres issus du premier album Si j’te dis ont été diffusés à la radio québécoise et franco-canadienne : Pas la peine, Underground clouds, Si j’te dis et J’aimerais savoir. Le deuxième album, Le Sparadra, comptabilise quant à lui cinq extraits radio. Toujours sur les ondes québécoises, deux chansons, Get your life et Love after all, tirées du troisième album Raid, sont diffusées. Enfin, le titre You’re in, you’re out du quatrième album a, lui, réussi à conquérir les radios anglaises.

### Télévision
Mosquito-B a fait son apparition dans plusieurs émissions télévisées comme Canal Vox, LéZart Studio, Lézarts, Voir Grand et TVA (dans l’émission « Salut bonjour week-end »).

## Discographie

### Albums
- 2001 : Si j’te dis
- 2003 : Le sparadra
- 2007 : Raid
- 2011 : Killing Mars
- 2015 : Use Less U
- 2017 : Use Less 2

### EP Vinyle
- 2010 : Killing Mars